# 수평 엔진

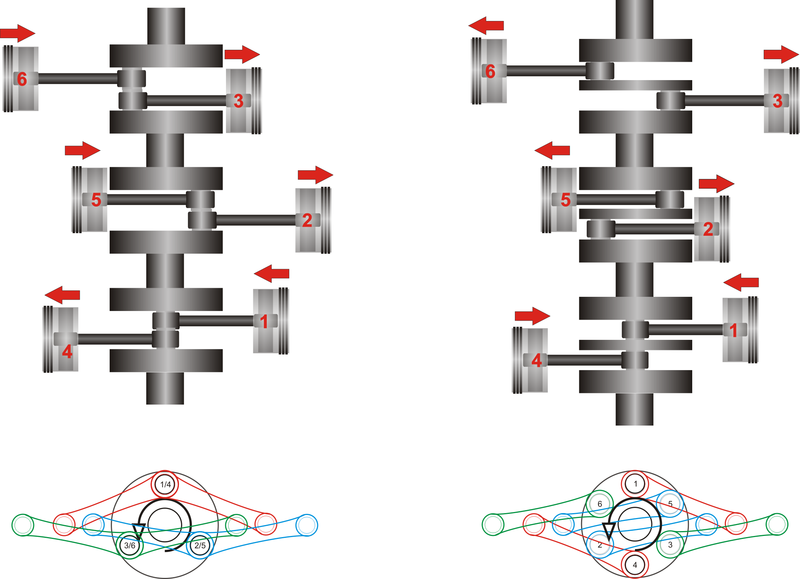

수평 대향 엔진은 수평 대향 실린더가 있는 내연 기관이다. 전형적으로, 레이아웃은 단일 크랭크축의 양면에 2개의 줄로 배열된 실린더가 있다. 이 개념은 1896년에 기술자 카를 벤츠가 특허권을 얻었으며, 그는 그것을 "콘트라 엔진"이라고 불렀다.
복서 기관은 대향 피스톤 기관과 혼동해서는 안되며, 각 실린더에는 2개의 피스톤이 있지만 실린더 헤드는 없다. 또한 직렬 기관이 수평으로 90도 기울어지면 "평평한 엔진"이라고 생각할 수 있다.
진정한 사각 팬은 각각의 크랭크 핀이 하나의 피스톤/실린더만을 제어하는 반면 180°엔진은 겉으로 매우 유사하게 드러나서 크랭크 핀을 공유한다.
이 엔진을 주로 사용하는 업체로는 스바루, 포르쉐가 있다. 토요타도 공랭식으로 수평대향 엔진을 제작한 적이 있으며, 퍼블리카와 스포츠 800에 이용했다.

## 같이 보기
- V 엔진
- W 엔진
- 성형 엔진